# Wioleta Ninowa
Wioleta Nikołajewa Ninowa-Jordanowa (bułg. Виолета Николаева Нинова-Йорданова, ur. 19 sierpnia 1963 w Sofii), bułgarska wioślarka. Brązowa medalistka olimpijska z Seulu.
Zawody w 1988 były jej pierwszymi igrzyskami olimpijskimi, brała również udział w igrzyskach w 1992. W Seulu brązowy medal zdobyła w dwójce podwójnej. Partnerowała jej Stefka Madina. Brała udział w kilku edycjach mistrzostwach świata, w różnych konkurencjach. W dwójce podwójnej była mistrzynią świata w 1987 i brązową medalistką w 1985, a w czwórce podwójnej ze sternikiem w 1983 zdobyła brąz.